# デニス・アブリャジン
デニス・アブリャジン（ロシア語: Денис Михайлович Аблязин、1992年8月3日 - ）は、ロシア・ペンザ出身の体操競技選手。ゆか、つり輪、跳馬を得意種目とするスペシャリストである。

## 略歴
2009年、16歳でロシア選手権に出場し、跳馬で金メダルを獲得。2010年にはオシエクワールドカップや豊田国際で入賞し、頭角を現す。
2011年世界体操競技選手権に出場し、跳馬で5位となる。2012年ロンドンオリンピックでは跳馬で銀メダル、ゆかで銅メダルを獲得した。
2013年、自国のモスクワで開催された欧州選手権では跳馬で初優勝を飾った。カザンで開催されたユニバーシアードでは団体総合優勝に貢献し、つり輪と跳馬でも銀メダルを獲得。しかし、世界選手権では予選でミスを重ね、出場した全ての種目で決勝進出を逃した。
2014年欧州選手権では団体総合、ゆか、つり輪、跳馬の四種目で金メダルを獲得。世界選手権ではゆかでロシア男子選手としてアレクセイ・ネモフ以来15年ぶりとなる金メダルを獲得。つり輪でも銅メダルを獲得した。
2016年リオデジャネイロオリンピックでは、2000年シドニーオリンピック以来のロシア男子団体総合メダルである銀メダル獲得に貢献。種目別決勝ではつり輪で銅メダル、跳馬で銀メダルを獲得した。
2016年9月、2012年から交際していた2007年と2010年世界体操選手権金メダリストのキセニア・セミョーノワと結婚。